# Żylińska księga miejska

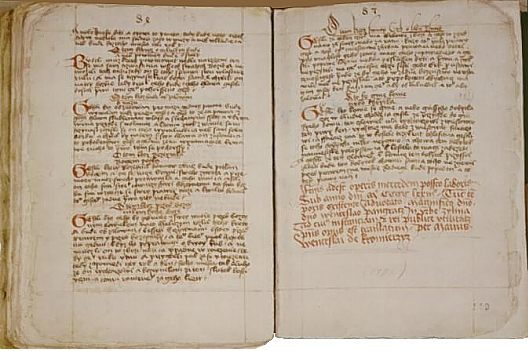
Żylińska księga miejska

Żylińska księga miejska, zwana też Księgą żylińską (słow. Žilinská mestská kniha lub Kniha žilinská) – 149-stronicowa kronika miejska spisywana po łacinie, niemiecku i w tzw. słowacyzowanej czeszczyźnie w latach 1378–1561 w Żylinie, uważana za najstarszy zabytek piśmiennictwa słowackiego.
Kronika składa się z trzech części. Pierwszą stanowi niemiecki zapis prawa magdeburskiego nadanego Żylinie w roku 1378, drugą natomiast jego tłumaczenie z 1473 r. na tzw. słowacyzowaną czeszczyznę – język czeski ze słowackimi elementami gramatycznymi i leksykalnymi – stanowiącą wówczas język literacki miejscowej ludności słowackiej (osobny język słowacki unormował się dopiero na początku XIX wieku).
Część trzecia, największa, zawiera 117 zapisów kronikarskich – w języku łacińskim, niemieckim i słowacyzowanym czeskim – dotyczących głównie spraw majątkowych. Zapis z 1451 r., pierwszy w słowacyzowanej czeszczyźnie, jest nieprecyzyjnie uważany za najstarszy znany słowackojęzyczny tekst.
Oprawiony w skórę manuskrypt o wymiarach 22×29 cm jest obecnie przechowywany w Archiwum Państwowym w Żylinie. W 1988 r. został uznany za narodowy zabytek kultury.